# Бауч, Криста
Криста Бауч (Christa Bauch, родилась 19 декабря 1947 года) — немецкая профессиональная культуристка. Участница и призёр международных соревнований по бодибилдингу.

## Биография
Родилась в Бад-Шандау, Восточная Германия. После того как окончила школу, обучилась на массажистку. В 27 лет она уехала из Восточной Германии в ФРГ. Вышла замуж за гражданина ФРГ, от которого родила троих детей.
До того как увлечься бодибилдингом, Криста Бауч в течение нескольких лет занималась тяжелой атлетикой. Криста Бауч впервые выступила на одном из региональных соревнований по бодибилдингу в 1987 году. Через два года она заняла второе место на соревновании NNBA Европы и мира. Последнее для Кристы Бауч соревнование было в 1995 году. Соревновательный вес Кристы Бауч составлял от 132 до 145 фунтов (52,4-58 кг).

### История выступлений
- 1987 German Championship — 2-е место
- 1987 Europa Championship (NABBA) — 2-е место
- 1987 World Championship (NABBA) — 2-е место
- 1988 Europa Championship (WABBA) — 1-е место
- 1989 German Championship (IFBB) — 2-е место
- 1989 World Games (IFBB) — 1-е место
- 1990 Ms. International — 4-е место
- 1991 Grand Prix of Italy — 4-е место
- 1992 Jan Tana Classic — 11-е место
- 1993 Jan Tana Classic — 7-е место
- 1993 IFBB Ms. Olympia — 18-е место
- 1994 Canada Cup — 2-е место
- 1994 IFBB Ms. Olympia — 12-е место
- 1995 Jan Tana Classic — 5-е место